# Övverall
Övverall (Kölsch für „Überall“) ist das dritte Livealbum der Kölner Rockband BAP. Es erschien 2002 bei EMI und erreichte Platz 8 der deutschen Albumcharts.
Es handelt sich bei dem Album um einen Zusammenschnitt zweier Konzerte der Aff-un-zo-Tour, die am 16. und 17. Dezember 2001 aufgezeichnet wurden. Das Album erschien in drei verschiedenen Formaten mit unterschiedlicher Anzahl von Titeln, wobei lediglich die DVD-Version ein fast komplettes Konzert beinhaltet.

## Songs und Albumcover
Insgesamt wurden 40 Lieder veröffentlicht: 39 Liveaufnahmen und eine Studioversion Triptychon, die jedoch nur auf der LP und der Single Schluss, aus, okay veröffentlicht wurde.
Keines der Formate LP, CD und DVD beinhaltet alle 40 Lieder. So fehlen auf der LP-Version neun Lieder, auf der CD-Version elf Lieder und auf der DVD-Version ein Livestück und die Studioaufnahme Triptychon.
Bei den Songs Die Moritat vun Jan und Griet, Psycho-Rodeo und Wat schriev mer en su enem Fall wurden auf der CD für die Ansagen eigene Tracks gebildet. Bei der DVD ist es ähnlich, hier ist der erste Track das 'Intro', das direkt in den ersten Song 'Wellenreiter' übergeht und der letzte die 'Credits/Abspann', der sich unmittelbar an das letzte Lied Wat schriev mer en su enem Fall? anschließt.
Auf dem Cover von Övverall ist der BAP-Schrein abgebildet, eine Art „Altar“ in Form eines Triptychons, in dem sich Souvenirs von diversen Tourneen, Fan-Geschenke und Rock-’n’-Roll-Devotionalien angesammelt haben und der der Band als transportable Hausbar dient.

## Trackliste DVD
DVD 1:
1. Intro – 0:58
2. Wellenreiter – (BAP, W. Niedecken) – 2:20
3. Hück ess sing Band en der Stadt – (K. Heuser, W. Niedecken) – 3:42
4. Let's Spend the Night Together – (M. Jagger, K. Richard) – 3:14
5. Wat 'e Johr! – (H. Krumminga, W. Niedecken) – 5:22
6. Denn mer sinn widder wer – (K. Heuser, W. Niedecken) – 6:37
7. Eddie's Radio Show – (H. Krumminga, W. Niedecken) – 4:10
8. Ne schöne Jrooß – (K. Heuser, W. Niedecken)- 4:41
9. Shoeshine – (W. Niedecken) – 7:35
10. Bahnhofskino – (BAP, W. Niedecken) – 8:13
11. Amerika – (K. Heuser, W. Niedecken) – 8:14
12. Mayday! – (W. Niedecken, J. Streifling) – 4:34
13. Chippendale Desch – (H. Krumminga, W. Niedecken) – 9:40
14. Do kanns zaubere – (BAP, W. Niedecken) – 5:01
15. Lena – (J. Streifling, W. Niedecken) – 4:38
16. Die Moritat vun Jan un Griet – (J. Streifling, W. Niedecken) – 5:41
17. Alexandra, nit nur do – (BAP, W. Niedecken) – 7:32
18. Jraaduss – (K. Heuser, W. Niedecken) – 6:20
19. Rita, mir zwei – (W. Niedecken) – 3:59
20. Kristallnaach – (BAP, W. Niedecken) – 5:55
21. Widderlich – (K. Heuser, W. Niedecken) – 4:57
22. Vill passiert sickher – (B. Dylan; Deutscher Spezialtext: W. Niedecken) – 6:39
23. Aff un zo – (H. Krumminga, W. Niedecken) – 6:10
24. Maat et joot  – (W. Niedecken, J. Dix, Axel Risch, M. Boecker, M. Keul, C. Keul, D. von Senger) – 4:39

DVD 2:
1. Leopardefellhoot – (B. Dylan; Deutscher Spezialtext: W. Niedecken) – 4:38
2. Diss Naach ess alles drin – (BAP, W. Niedecken) – 5:45
3. Verdamp lang her – (K. Heuser, W. Niedecken) – 8:12
4. Nix wie bessher – (K. Heuser, W. Niedecken) – 10:13
5. Psycho Rodeo – (K. Heuser, W. Niedecken) – 3:31
6. Irjenden Rock'n'Roll Band – (H. Krumminga, W. Niedecken) – 3:35
7. Wahnsinn – (M. Taylor) – 3:44
8. Hang On Sloopy – (W. Farell, B. Russel) – 0:46
9. Twist And Shout – (P. Medley, B. Russel) – 1:06
10. Waschsalon – (K. Heuser, W. Niedecken) – 4:49
11. Schluß, aus, okay – (W. Niedecken) – 8:36
12. Dir allein – (H. Krumminga, W. Niedecken) – 7:42
13. Helfe kann dir keiner – (K. Heuser, W. Niedecken) – 5:05
14. Wat schriev mer en su enem Fall? – (L. Cohen; Deutscher Spezialtext: W. Niedecken) – 8:06
15. Credits/Abspann – 0:51

Bonusmaterial:
1. Överall in Köln
2. Der Altar
3. Fotos von Övverall
4. Nix wie bessher (FC-BAP Version) – (K. Heuser, W. Niedecken)
5. Making of „FC-BAP“
6. Fotogalerie
7. Biografien
8. Vill Passiert – Der BAP Film (Trailer, Textinfos, Wolfgang Niedecken und Wim Wenders über den Film)
9. Aff un zo (Video)

## Single-Auskopplungen
- 2. April 2002 – Schluß, aus, okay (Radio Version) / Schluß, aus, okay (Long Version) / Schluß, aus, okay (Live-Version) / Vill passiert sickher (Live-Version) / Triptychon / Schluß, aus, okay (Video von Wim Wenders)